# International Building (Rockefeller Center)
El International Building, también conocido por sus direcciones 630 Fifth Avenue y 45 Rockefeller Plaza, es un rascacielos de 41 pisos y 156 m de altura ubicado en el lado oeste de la Quinta Avenida entre las calles 50 y 51 en Midtown Manhattan, Ciudad de Nueva York. Terminada en 1935, la torre es parte del Rockefeller Center y fue construida en estilo art déco. El International Building está apartado de la Quinta Avenida, con una plaza frente a la entrada principal. Dos alas comerciales, el Palazzo d'Italia y el International Building North, rodean la plaza al sur y al norte, respectivamente. El edificio contiene varias obras de arte como parte de su diseño, incluida la estatua del Atlas en la plaza.

## Historia

### Construcción
El International Building y sus alas se construyeron como parte de la construcción del Rockefeller Center, y originalmente se planeó un edificio comercial de forma ovalada para el bloque adyacente al sur, entre las calles 49 y 50. El edificio ovalado fue desechado a principios de 1931, y un plan actualizado proponía una torre alta de 41 pisos y dos edificios comerciales más pequeños de 6 pisos en el sitio del edificio ovalado. Como los inquilinos estadounidenses eran reacios a alquilar en estos edificios comerciales, el gerente del Rockefeller Center, Hugh Robertson, antes de Todd, Robertson y Todd, sugirió inquilinos extranjeros para los edificios. Debido a que el edificio ovalado cancelado tenía jardines en la azotea, Raymond Hood sugirió la idea de jardines en la azotea en todo el complejo, incluidos todos los edificios comerciales. Estos jardines serían comisariados por Ralph Hancock.
Dos edificios temáticos en el bloque adyacente, el British Empire Building y La Maison Francaise, fueron arrendados respectivamente por Gran Bretaña y Francia. Se planeó una tienda por departamentos y un edificio de 30 pisos (luego cambiado a 45 pisos) para el sitio del International Building actual, entre las calles 50 y 51, con la parte de la tienda por departamentos frente a la Quinta Avenida. El plan de construcción internacional se modificó a su estado actual en junio de 1932, cuando los planes para los grandes almacenes fueron reemplazados por dos alas comerciales propuestas, que serían casi idénticas a los edificios comerciales gemelos al sur. Los dos nuevos edificios comerciales, conectados entre sí y con la torre principal con una galería, se propusieron para servir a los intereses italianos y posiblemente también a los intereses alemanes una vez finalizados.
En mayo de 1934, se presentaron oficialmente los planos de los dos edificios restantes de temática internacional, así como un edificio más grande de 38 pisos y 156 m "International Building" en 45 Rockefeller Center. El trabajo en los edificios comenzó en septiembre de 1934. Alemania habría alquilado el último edificio pequeño con el nombre de "Deutsches Haus", pero Rockefeller descartó esto en 1934 después de ser informado de la marcha nazi de Adolf Hitler hacia la Guerra Mundial. II. Rusia también había entrado en negociaciones para arrendar el edificio final en 1934, pero en 1935, la ocupación del edificio no estaba clara ya que los rusos ya no buscaban activamente un contrato de arrendamiento. Sin un inquilino definido para el edificio más al norte, los gerentes del Rockefeller Center redujeron los edificios propuestos de nueve pisos a seis pisos, ampliaron y realinearon el edificio principal de un eje norte-sur a un eje oeste-este, y reemplazó la galería propuesta entre los dos edificios comerciales con una expansión del vestíbulo del International Building. El sitio de oficinas vacío se convirtió así en "International Building North", alquilado por varios inquilinos internacionales.

### Apertura y años posteriores
En abril de 1935, los desarrolladores abrieron el edificio. Había transcurrido un récord de 136 días desde que se inició la construcción hasta que se completó. El complejo de temática internacional fue visto como un símbolo de solidaridad durante el período de entreguerras, cuando la entrada de Italia en la Liga de Naciones fue obstruida por aislacionistas estadounidenses.
La Comisión de Preservación de Monumentos Históricos de la Ciudad de Nueva York agregó estatus de hito a los exteriores de todos los edificios originales del Rockefeller Center en 1985. El interior del primer piso del International Building también fue designado al mismo tiempo. En su aprobación del estado del complejo, la comisión escribió: "El Rockefeller Center se encuentra entre los proyectos arquitectónicos más grandiosos jamás realizados en los Estados Unidos". Los jardines de la azotea de las alas fueron restaurados en 1986 por 48 000 dólares cada uno. El complejo se convirtió en Monumento Histórico Nacional en 1987. 

## Descripción

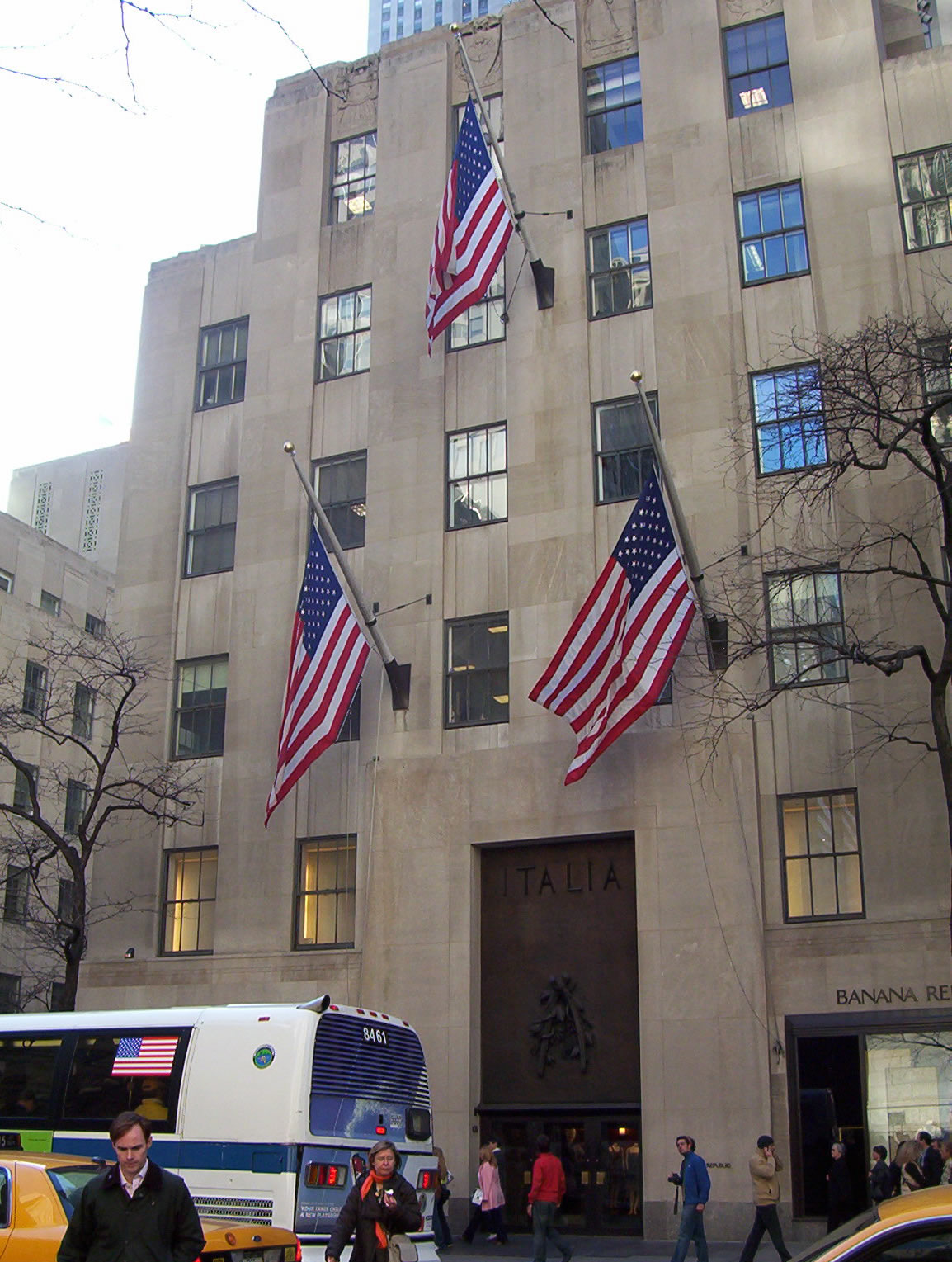
Palazzo d'Italia

El 156 m International Building tiene la dirección 630 Fifth Avenue al este, o 45 Rockefeller Plaza al oeste. La torre tiene 41 pisos de altura, incluidos los pisos mecánicos. Se empotró lo más lejos posible de la Quinta Avenida para maximizar el espacio de alquiler y al mismo tiempo cumplir con la Resolución de Zonificación de 1916, que exigía que los edificios de cierta altura necesitaran recesiones arquitectónicas dependiendo de qué tan lejos estuviera la pared del edificio. era de la calle. Uno de los dos rascacielos que se abrieron en Manhattan en 1935, se destacó por su corta duración de construcción de 136 días, así como por la calidad de la construcción, el diseño general y los materiales utilizados.
El edificio, ubicado en el medio de la cuadra entre Rockefeller Plaza y la Quinta Avenida, contiene una plaza central al este, frente a la entrada de la Quinta Avenida. La entrada de la Quinta Avenida conduce al vestíbulo de cuatro pisos de altura. Hay tres puertas giratorias de bronce de níquel y vidrio debajo de un letrero que dice "QUINTA AVENIDA" en letras mayúsculas de bronce de níquel. Las ventanas de tres pisos, rodeadas de mármol, están ubicadas sobre las puertas. Estas ventanas se pueden utilizar para realizar exposiciones.
El vestíbulo del International Building se inspiró en el vestíbulo de forma triangular del Chrysler Building y el vestíbulo con forma de capilla del Empire State Building. Como el International Building no era tan grande como el número 30 de Rockefeller Plaza, los arquitectos de la torre diseñaron el vestíbulo para que creara una ilusión de grandeza. El vestíbulo está adornado con "materiales ricos y elegantes", incluido el mármol verde veteado que se extiende por toda la altura de la pared; molduras de bronce de níquel en la parte superior de las columnas de mármol verde y lámina de cobre en el techo. Los ascensores ascienden a un entrepiso superior y descienden al centro comercial subterráneo del complejo, destacando el movimiento. Estas escaleras mecánicas también tienen dorado al níquel bronce. Los pasillos de tres pisos de altura se extienden hacia el norte y el sur del vestíbulo, conduciendo al Palazzo d'Italia y al International Building North. El entrepiso también tiene paredes de mármol verde, así como pasillos al norte y al sur que conducen a los anexos.
Los ascensores de pasajeros se colocan en un núcleo central, rodeado por un pasillo rectangular en cada piso. El nivel del suelo tiene una huella similar a los niveles de oficinas por encima de este, excepto que el nivel del suelo contiene tiendas en lugar de espacio de oficinas. El vestíbulo contiene grandes ventanales que originalmente estaban destinados a exposiciones, pero nunca se instalaron salas de exposición. Pilares de mármol, rematados con molduras de bronce de níquel, rodean las paredes de mármol verde del banco de ascensores.
Las oficinas rodean los pasillos en cada uno de los niveles sobre el entrepiso. El arquitecto original del complejo, Raymond Hood, se aseguró de que todas las oficinas en todo el complejo tuvieran un máximo de 8,2 m desde una ventana, ya que esa era la distancia máxima a la que la luz del sol podía penetrar las ventanas de un edificio en la latitud de la ciudad de Nueva York.
El Palazzo d'Italia y el International Building North sirven como alas del International Building. Sus entradas laterales de un piso complementan el gran eje y la entrada de la torre principal.

### Palazzo d'Italia
La más al sur de las dos alas es el Palazzo d'Italia (literalmente, el Palacio de Italia) en 626 Fifth Avenue. : 326  El edificio revestido de piedra caliza contiene locales comerciales en el primer piso, separados de las oficinas superiores por una cornisa exterior, así como contratiempos en el sexto piso. Se adjunta al International Building en su esquina noroeste. El líder italiano Benito Mussolini quedó impresionado por la altura original de 9 pisos del edificio, que superaba la de 6 pisos de los edificios francés y británico, aunque las dos nuevas alas se redujeron más tarde a seis pisos también..

### International Building Norte
El International Building North, en 636 Fifth Avenue, es el gemelo idéntico del Palazzo d'Italia y la más al norte de las dos alas del edificio principal, y se adjunta al edificio principal en su esquina suroeste. : 326  El International Building North, como su gemelo, contiene un jardín en la azotea, una cornisa en el primer piso y un retranqueo en el sexto piso. El edificio también contiene un jardín temático en la azotea en la mitad este del techo.

## Obras de arte
En el centro de la plaza central se encuentra la estatua de bronce de Atlas de Lee Lawrie, que mide 4,6 m de altura y pesa 6350 kg. Detrás está la entrada de la torre, que consta de cuatro puertas debajo de otra de las obras de Lawrie: una pantalla de piedra caliza que representa la historia de las relaciones internacionales. obras de arte en el vestíbulo incluyen las "estructuras metálicas" de Michio Ihara, instaladas en 1978, y el "busto de bronce de Charles Lindbergh" de Paul Fjelde, instalado en 1975. Las entradas laterales en las calles 50 y 51 también contienen relieves de piedra caliza creados por Lawrie. Los relieves sobre la entrada de la calle 50 representan la cooperación internacional, mientras que el relieve de la entrada de la calle 51 contiene catorce escudos ficticios de heráldica. Una entrada trasera contiene dos relieves de piedra caliza de Gaston Lachaise, que honran a los trabajadores que construyeron el complejo.Esta entrada trasera fue posteriormente modificada para reflejar el diseño de Isamu Noguchi de la entrada del Edificio Associated Press, ubicado directamente detrás del International Building.
Ambas alas incluían originalmente obras de arte de Attilio Piccirilli sobre sus entradas; : 256–259  La obra de arte del Palazzo d'Italia se instaló por primera vez, en julio de 1935, seguida por la del International Building North en abril de 1936. La obra del Palazzo de Piccirilli se eliminó en 1941 porque los paneles se consideraban un celebración abierta del fascismo, pero su trabajo de International Building North se le permitió quedarse. Leo Lentelli también creó obras para los dos edificios; su trabajo en el edificio italiano también se modificó, pero no el trabajo en International Building North.
En 1965, la obra original de Piccirilli sobre la entrada fue reemplazada por Italia, el relieve de bronce de Giacomo Manzù que representa frutas. Manzù también creó The Immigrant, una representación de una madre y un niño despreciables, ubicado debajo de Italia. A diferencia de las entradas de tres puertas de vidrio de los otros edificios comerciales, el palazzo solo contiene dos puertas de bronce en su entrada. Los cartuhos de entrada originalmente representaba la Corona de Saboya y un símbolo fascista, pero estos también fueron removidos en 1941 y nunca fueron reemplazados. También se modificaron durante la guerra los bajorrelieves de piedra caliza de Leo Lentelli en la cornisa, que representaban cuatro períodos de la historia italiana. Lee Lawrie fueron las únicas obras de arte originales en el Palazzo d' Italia que no fueron modificadas durante la guerra. Lawrie había creado San Francisco de Asís con pájaros, un bajorrelieve en la entrada de la calle 50, que representa a Francisco de Asís con un halo de pájaros dorados alrededor de su cabeza.
Debido a que no fue construido originalmente para un país específico, el International Building North contiene obras genéricas relacionadas con la cooperación internacional. Lentelli creó cuatro bajorrelieves sobre las ventanas del sexto piso, que representan África, Asia, Europa y América. El cartucho de Piccirilli sobre la entrada, que significa un hombre y una mujer sosteniendo herramientas y separados por el dios Mercurio, tenía un tema similar, pero en cambio terminó teniendo un efecto ligeramente fascista. Piccirilli también diseñó la pantalla opaca "Vidrio poético" sobre la entrada, que simboliza la participación de un joven en los asuntos mundiales. Lawrie diseñó un bajorrelieve para la entrada de la calle 51, con una mujer y un cuerno como una alegoría de la cooperación mundial.